# Pingasa austrina
Pingasa austrina là một loài bướm đêm trong họ Geometridae.